# Dompierre-sur-Mont
Dompierre-sur-Mont är en kommun i departementet Jura i regionen Bourgogne-Franche-Comté i östra Frankrike. Kommunen ligger i kantonen Orgelet som tillhör arrondissementet Lons-le-Saunier. År 2022 hade Dompierre-sur-Mont 210 invånare.

## Befolkningsutveckling
Antalet invånare i kommunen Dompierre-sur-Mont
Referens:INSEE